# تاونسفيل كروكودايلز
تاونسفيل كروكودايلز (بالإنجليزية: Townsville Crocodiles)‏ هو فريق كرة سلة أسترالي تأسس في سنة 1993 يقع في تاونسفيل. يلعب في الدوري الأسترالي لكرة السلة.

## أبرز اللاعبين
- راسل هيندر
- لوك نيفيل

## وصلات خارجية
- الموقع الرسمي